# Flugzeugnase

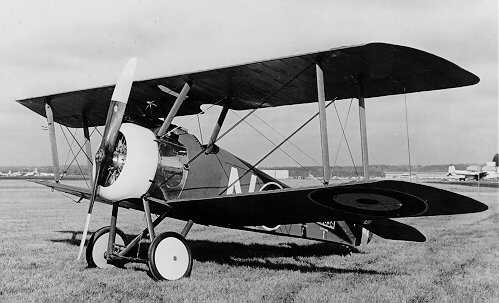
Die ersten Flugzeuge besaßen einen Antrieb an der Nase des Flugzeuges

Als Flugzeugnase bezeichnet man den vordersten Teil eines Flugzeugs. Sie wird auch in Anlehnung an ein Schiff Bug genannt. Sie ist ein Teil des Flugzeugrumpfes.

## Geschichte
Die Art des Antriebs eines Flugzeuges entscheidet über die Gestaltung der Flugzeugnase. Die ersten Motorflugzeuge der Fluggeschichte waren einmotorig; ihr Propeller war meist an der Nase des Flugzeuges.
Es wurde zuerst kein großer Wert auf die aerodynamische Gestaltung der Nase gelegt, sondern auf die Unterbringung des Motors und des Propellers. Die Fluggeschwindigkeit war damals gering (Beispiel: die Ju 52 hat eine Höchstgeschwindigkeit von 290 km/h).

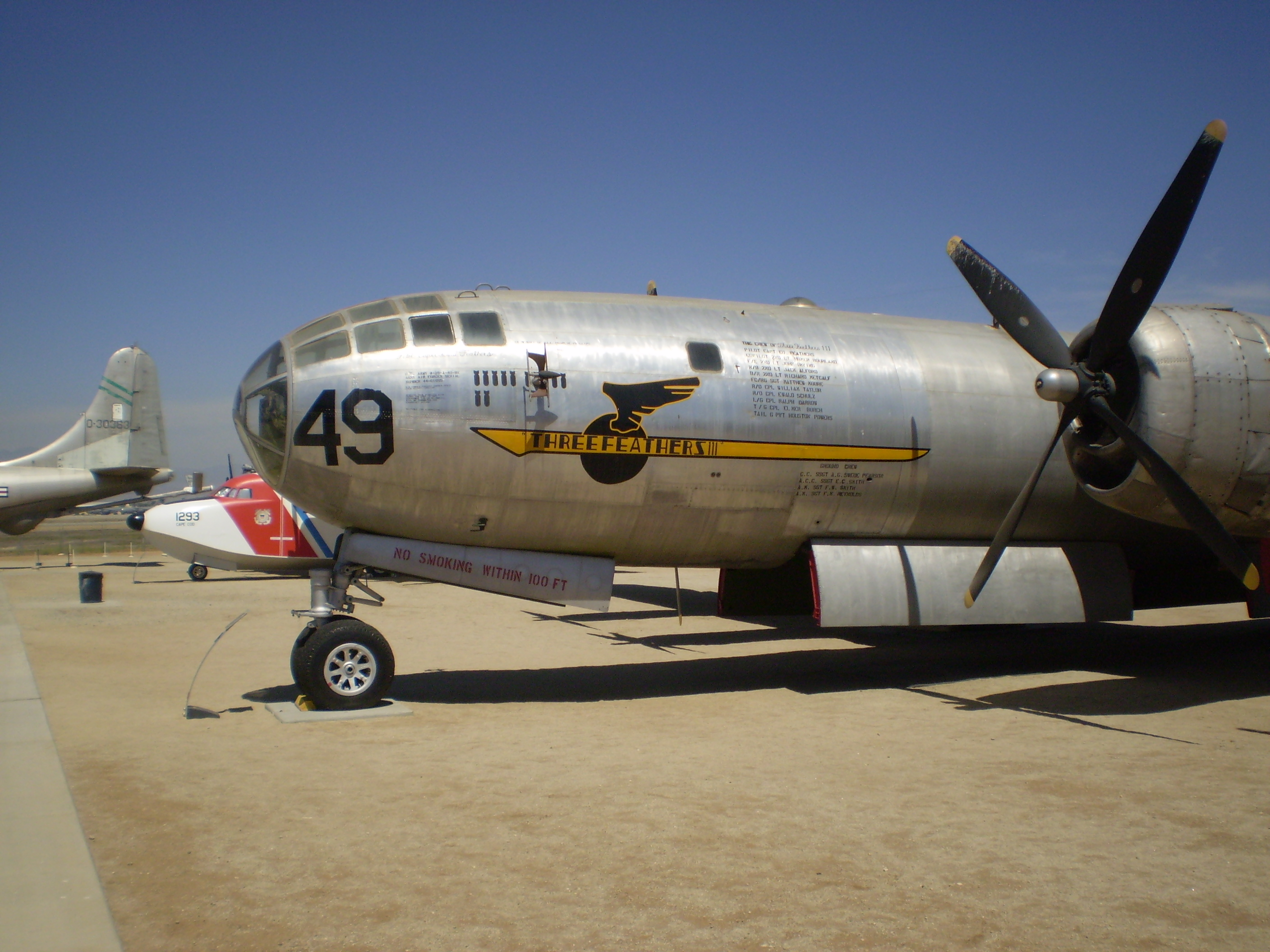
B-29 mit runder, stromlinienförmiger Nase (engl. stepless cockpit)

Durch verschiedene Arten der Weiterentwicklung änderte sich auch das Aussehen der Flugzeugnase. Zum einen konnten die Propeller oder Triebwerke auch an den Flügeln bzw. seitlich vom Flugzeugrumpf angebracht werden (Propellergondel). So besaß die Nase meist nur die Aufgabe der Unterbringung von Bordkanonen und der Verbesserung der Aerodynamik des Flugzeuges. Ihre Form wurde immer weiterentwickelt und dem Stromlinienverlauf am Flugzeugrumpf angepasst.
Vor allem die immer größer werdende Fluggeschwindigkeiten durch verbesserte bzw. stärkere Motoren und schließlich der Einführung von Strahltriebwerken trieben die Umgestaltung der Flugzeugnase voran. Sie nahm oft die Form einer Raketennase an.
Seit dem Zweiten Weltkrieg kommt der Nase von Flugzeugen eine neue Aufgabe zu: in ihr werden Radar- und Sensorsysteme installiert, die den Bereich vor dem Flugzeug „abtasten“ und nach Verarbeitung der gewonnenen Daten dem Piloten ein weitreichendes Bild des Luftraums vor ihm ermöglichen. Diese Daten sind auch Input für den Autopiloten. Im englischen erhielt die Flugzeugnase daraufhin auch die Bezeichnung „Radom“ (dt. Radarkuppel). Kampfflugzeuge haben in der Flugzeugnase meist ein Angriffs- oder Passivradar sowie eine Freund-Feind-Erkennung.
Bei Verkehrsflugzeugen befinden sich dort häufig ein Wetterradar und andere Fluginstrumente. Die Spitze der Concorde bildet eine hydraulisch absenkbare Nase mit versenkbarem, transparentem Visier. Bei Geschwindigkeiten von über 460 km/h wurden die Nase und der Schutzschild aus Gründen der Aerodynamik vollständig hochgezogen.
Insbesondere bei militärischen Groß- und zivilen Verkehrsflugzeugen aus der Sowjetunion war es in der zweiten Hälfte des 20. Jahrhunderts weit verbreitet, die Flugzeugnase als verglaste Kuppel auszuführen, in der sich der Arbeitsplatz des Navigators befand.
Moderne Sport- und Trainingsflugzeuge (auch für militärische Zwecke) haben teilweise auch heute noch einen Propellerantrieb, der in der Flugzeugnase untergebracht wird (und nicht in Propellergondeln am Flügel). In Segelflugzeugen bringt man die Schleppkupplung für den Flugzeugschlepp ebenfalls an der Flugzeugnase an.
Zur Sicht von Bordschützen an Bordwaffen auf den Boden sind in bestimmten Militärflugzeugen Fenster im Boden eingebaut; oft sind diese unterhalb des Cockpits eingebaut, beispielsweise bei der Boeing AL-1.

## Abbildungen

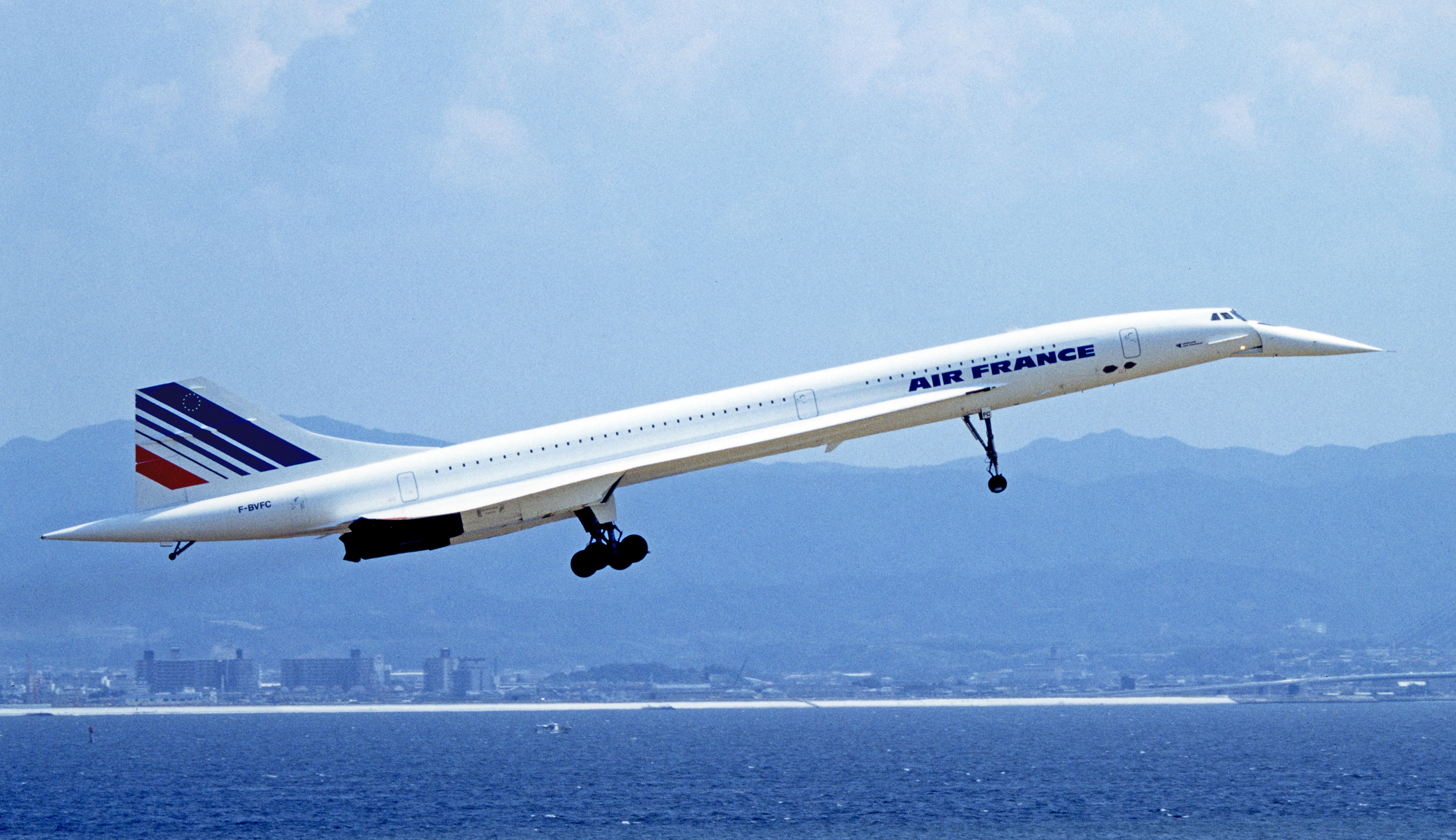
Concorde beim Landeanflug, die Nase ist hierbei wegen der Sicht nach unten geneigt
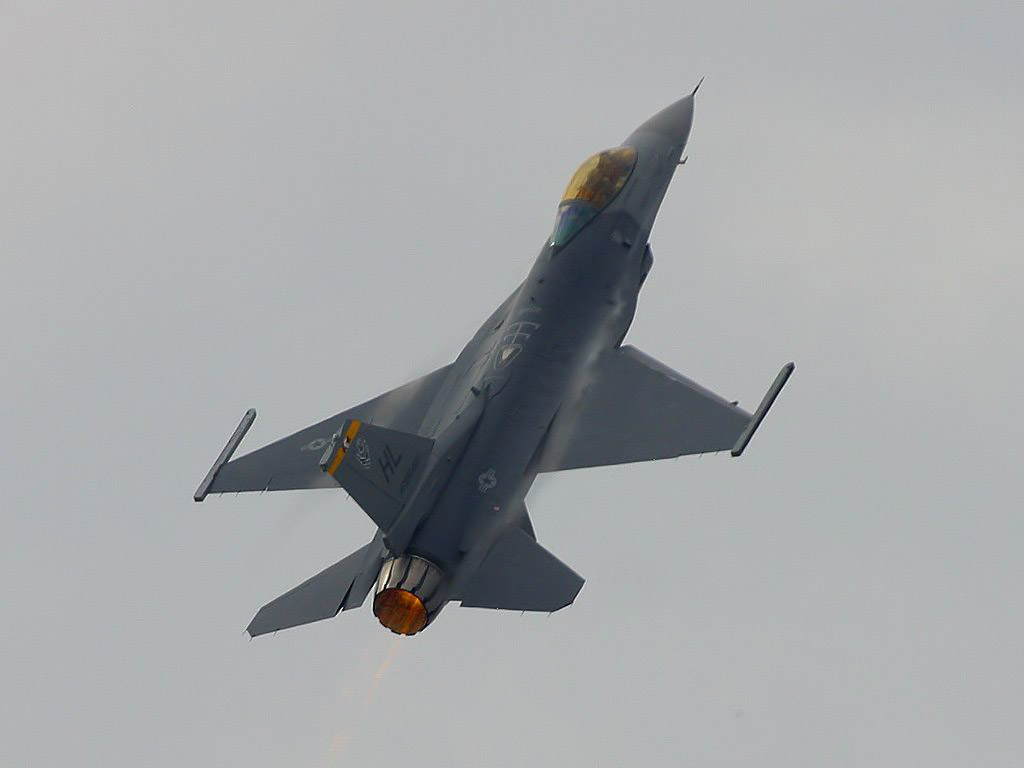
Da der starke Antrieb im Heck des Flugzeuges untergebracht ist, wurde die Nase moderner Kampfflugzeuge stromlinienförmig gestaltet
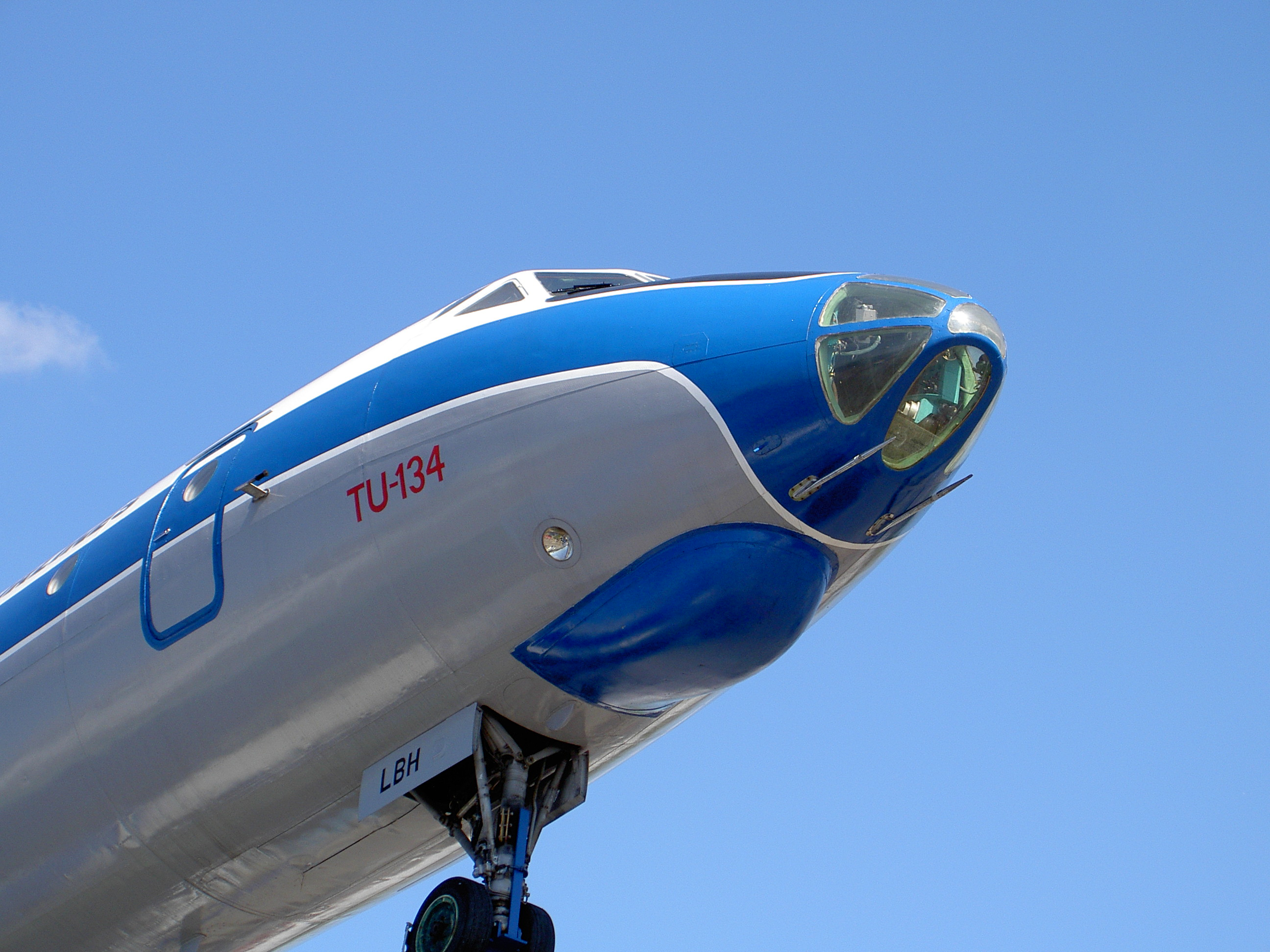
Verglaste Flugzeugnase einer Tu-134K
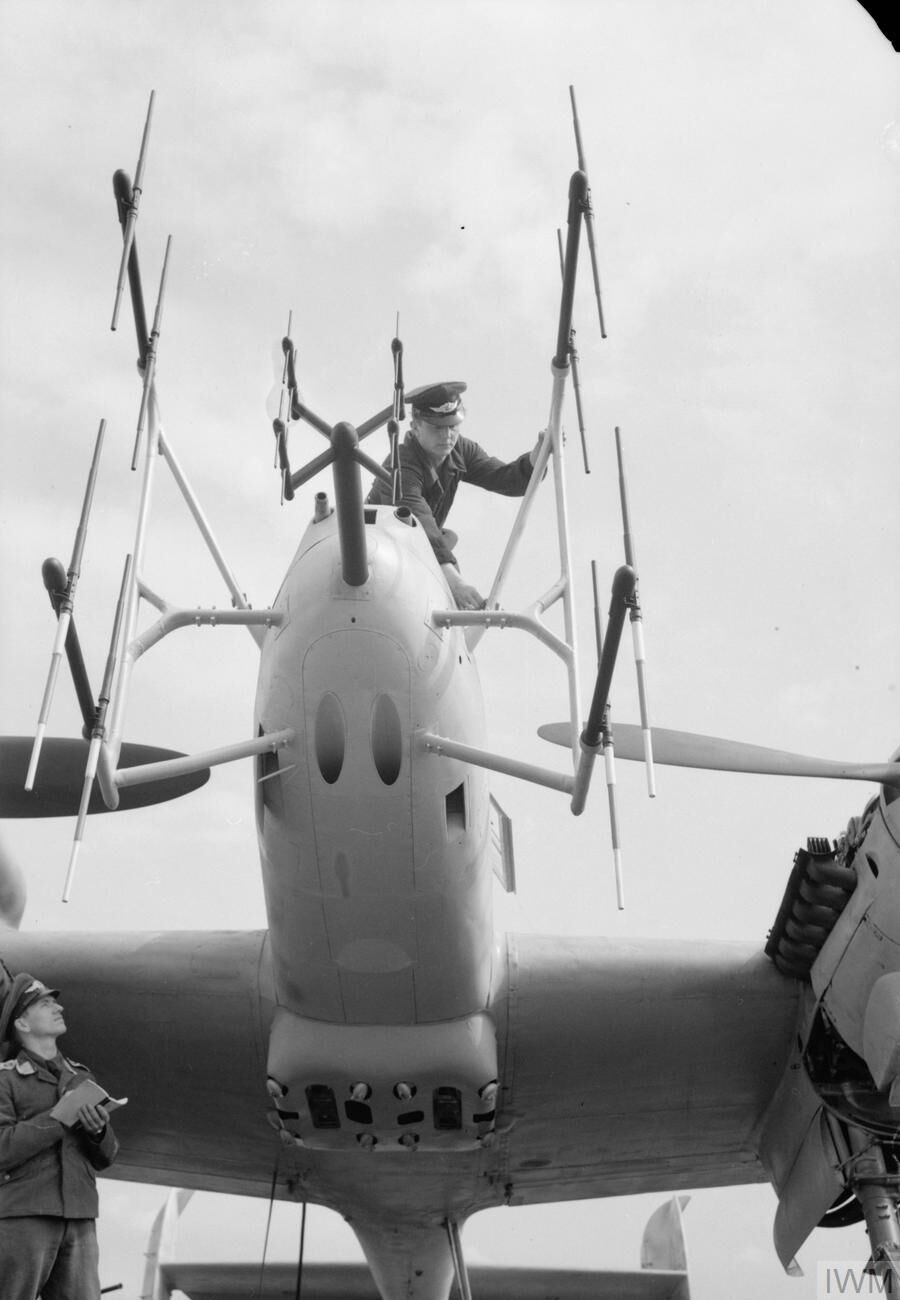
Antennen – „Hirschgeweih“ genannt – am deutschen Nachtjäger Bf 110
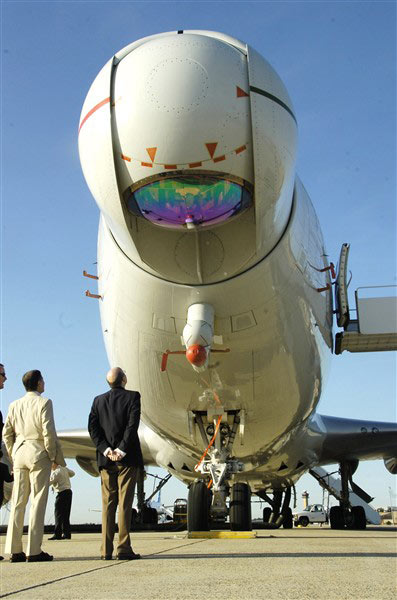
Kuppel der Boeing YAL-1
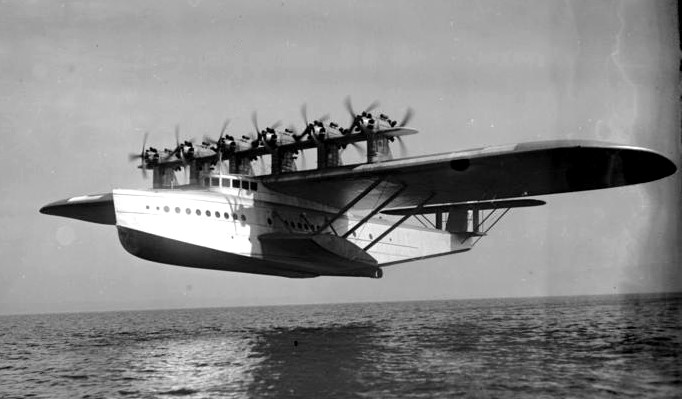
Dornier Do X mit einem bootsförmigen Rumpfbug